# Ekwateur
Ekwateur est une marque du fournisseur d'énergies renouvelables français Joul. Fondée en 2016, elle est reprise en 2022 par Quantum Pacific, un groupe international.

## Histoire
La société Joul est fondée en novembre 2015 par Julien Tchernia et Jonathan Martelli. Le 17 mars 2016, la société commercialise, sous la marque « ekWateur », une offre de gaz et d’électricité renouvelables.
De 1 000 compteurs en 2017, l'entreprise passe à 50 000 abonnés, en 2018, puis 65 000 courant 2019,.
En 2019, la société remporte l'appel d’offres de la Direction des achats de l'État pour approvisionner en électricité de 2020 à 2024 plusieurs ministères et plus de cent établissements publics.
Début 2020, elle réalise une augmentation de capital de 1,5 million d'euros.
En avril 2021, l'entreprise annonce un projet d'introduction en bourse à la Bourse de Paris pour lever entre 40 et 50 millions d'euros ; ce projet est reporté fin mai 2021.
Depuis 2021, Ekwateur adopte le statut d’entreprise à mission,, en complément de sa certification B Corp,.
En octobre 2021, dans un contexte d'augmentation globale du prix des énergies, ekWateur est épinglée par l'UFC-que-choisir pour de fortes augmentations de prix répercutées sur les clients.
En novembre 2021, EkWateur est assigné en justice par l'association de consommateurs CLCV pour « pratique commerciale trompeuse ». Elle leur reproche notamment de passer des clients sur une offre indexée sur les fluctuations du marché de gros sans leur consentement explicite.
Au printemps 2022 après son entrée en bourse manquée de 2021 la startup est reprise par Quantum Pacific, un groupe international d’investissement dans l’énergie, la biochimie, les technologies et le sport, basé sur les fonds du milliardaire israélien Idan Ofer, basé à Londres. À cette occasion, la graphie ekWateur est transformée en Ekwateur.[réf. nécessaire]
En 2024, l'entreprise s'installe à Montpellier après avoir racheté les activités de Mega Energie, placé en redressement judiciaire.
En mai 2024, elle intègre le Next40, une initiative de l’État visant à soutenir les start-up françaises à fort potentiel, susceptibles de devenir des leaders à l’échelle internationale.

## Produits et services
L'entreprise est un fournisseur d'électricité issue d'énergie renouvelable et de biométhane, mais aussi de bûchettes de bois (bûches compactées à base de sciures de chêne et d'hêtre).[réf. nécessaire]
L’électricité provient, pour l'offre premium, de petits producteurs français essentiellement d'origine hydraulique. Pour l'offre classique, l'électricité provient de la production nationale couplée à des garanties d'origine européennes.
L’entreprise propose également des services liés à l’autoconsommation solaire,,,, à l’installation de bornes de recharge à domicile pour véhicules électriques,, ainsi que des équipements destinés à la maîtrise de la consommation d’énergie,,.
Concernant le gaz, Ekwateur est le premier fournisseur à proposer une offre composée à 100 % de biométhane pour les particuliers. L'entreprise propose également une option avec du biométhane 100 % français[réf. nécessaire].
Depuis 2022, l'entreprise bénéficie du mécanisme ARENH qui lui assure un accès à de l'électricité d'origine nucléaire produite par EDF à un prix régulé,.